# Rakodó-negyed
A Rakodó-negyed (románul: Valea Cetății, németül: Burggrund) Brassó városrésze. A 20. század második felében létesült, főleg panelházakból áll. Bár félreeső helyen van, a Rakodó luxusnegyednek számít a környezeti adottságok és a zöldövezetek miatt, és ez Brassó egyik legkedveltebb és legdrágább negyede. Keleti részét Temeliának is nevezik, mivel az azonos nevű, mára már lebontott Temelia cementgyár szomszédságában épült.

## Elnevezése
Magyarul a helyet már 1797-ben Rakodó néven említik; ennek az elnevezésnek az az eredete, hogy a völgy felső részén rakták szekerekre az erdőből lehozott fát. A német Burggrund és a román Valea Cetății jelentése Várvölgy, és a cenki várra utal (korábban a Cenk neve is Burgberg, azaz Várhegy volt).

## Fekvése
A város déli részén helyezkedik el, a Cenk és a Kermen nyúlványai közé ékelődve, az Astra-negyedtől nyugatra. A Belvárossal az úgynevezett Várnyakon (a Cenk és a szomszédos Csigadomb közötti hágón) átívelő út köti össze. Több túraösvény is indul innen: a Cenkre és a Belvárosba (sárga háromszög), Brassópojánára (kék háromszög), és a Keresztényhavasra (sárga kereszt). Az erdő közelsége miatt a medvék időnként betévednek a lakott területre, és többször támadtak meg embereket.

## Története
A Vár-patak (Burggrundbach) völgye régen a brassóiak egyik kedvelt kirándulóhelye volt, de használták legelőként, síterepként, katonai gyakorlótérként is, a patakon pedig halastavak létesültek. A források befogása  már a 19. században megtörtént (innen táplálták a Cenkalji sétányon létesített városi vízművet), így a halastavak megszűntek. A völgyben ókori várromok is voltak, melyet dák eredetűnek véltek.
1891-ben a brassói Kügler család cementgyárat (későbbi nevén Temelia) és egy azt ellátó kőfejtőt létesített a völgy keleti részében. A völgy keleti határán (a mai Carpaților utca mentén) haladt el az 1892-ben megnyitott Bertalan–Hosszúfalu-vasútvonal, melynek a cementgyárnál is volt egy megállója. A gyárat 1948-ban államosították és átkeresztelték Temelia névre. Szomszédságában az 1960-as évektől egy munkásnegyed kezdett kiépülni, legelőször a jelenlegi Calcarului utca környékét építették be házakkal.
1980-ban az ókori várromokat eldózerolták, és szovjet stílusú panelnegyedet építettek a völgy délnyugati részébe (ez a tulajdonképpeni Rakodó negyed). 1990-ben a negyed mellé gátat építettek, hogy a nagy esőzések idején a hegyekből lezúduló víz ne okozzon árvizet.
Ugyancsak 1990-ben kezdték meg a Sf. Constantin și Elena templom építését, melyet 2006-ban fejeztek be. A Temelia cementgyár 1981-ben bezárt és 2007-ben lebontották, helyén épült fel a Magnolia bevásárlóközpont és a Sunnyville lakópark.

## Leírása
2011-es adatok szerint a városrész 21 000 lakost számlál. Két általános iskola, egy középiskola, és egy óvoda található itt. Hat buszjárat köti össze Brassó többi részével. Többször tervezték, hogy a Rakodót egy Cenk alatt fúrt alagúton keresztül kötik össze a Belvárossal, de ez máig sem valósult meg.
2017-es kutatások szerint a Rakodó Románia legtisztább levegőjű városnegyede.

## Képek

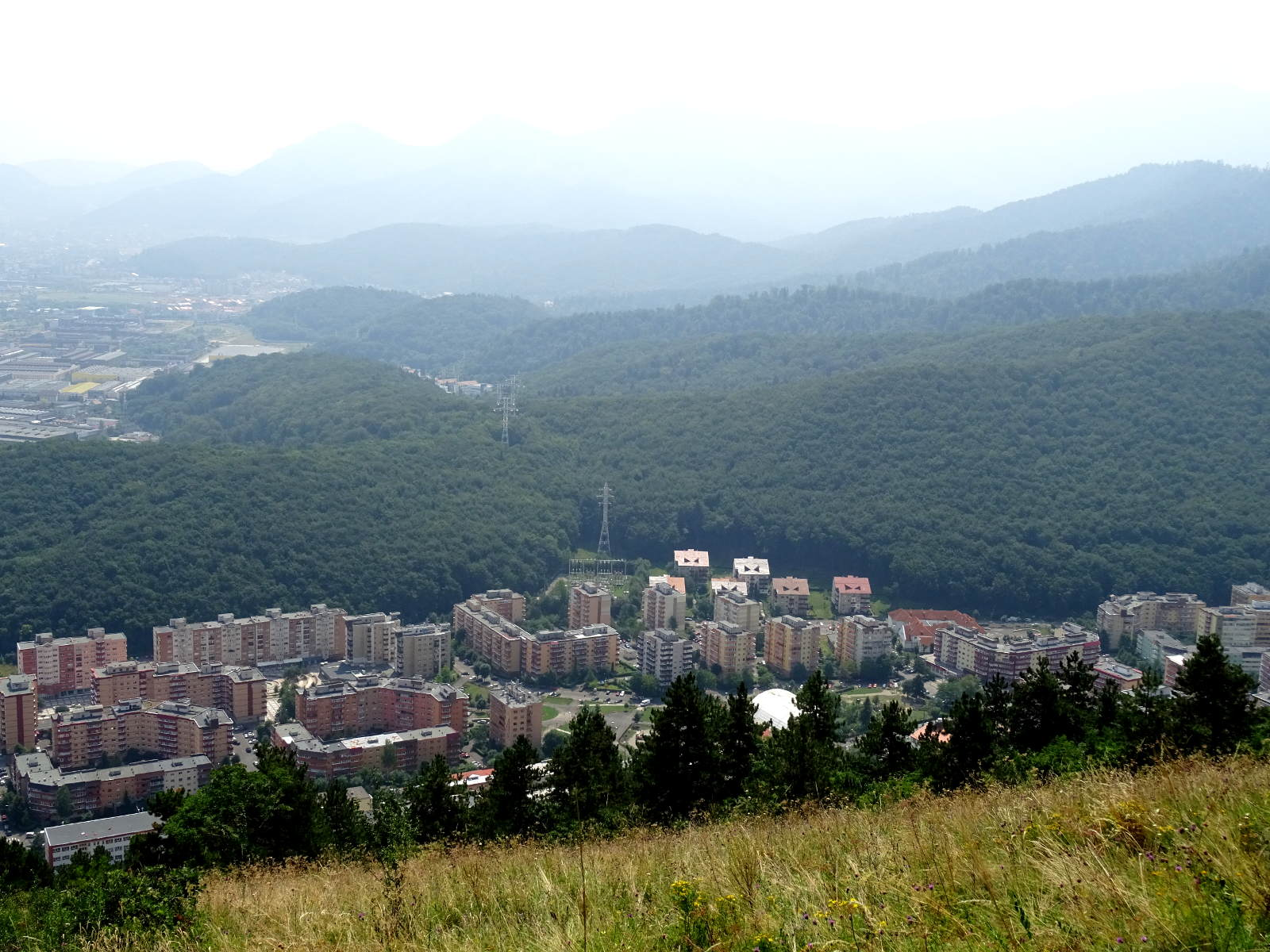
A Rakodó madártávlatból
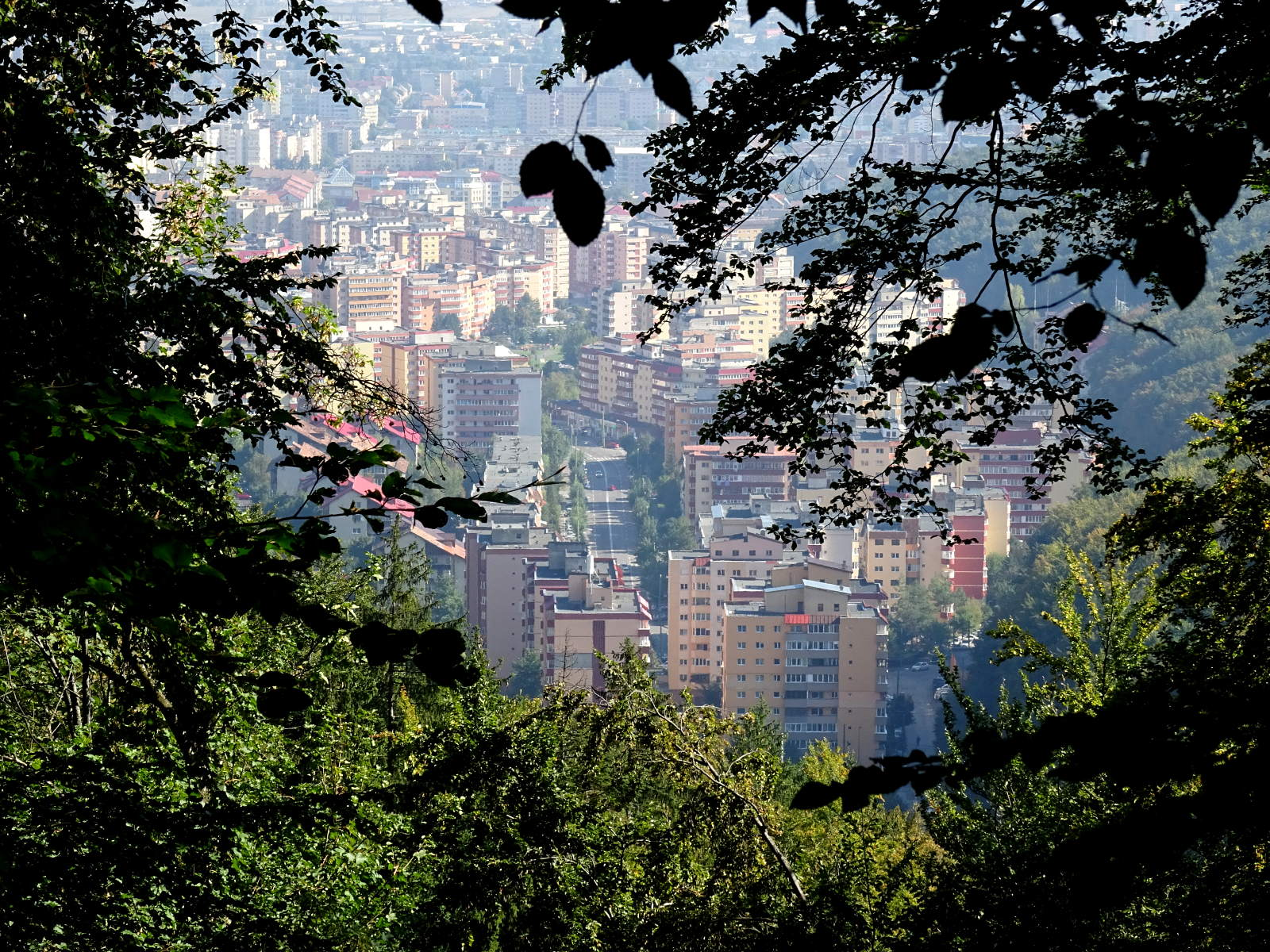
A Rakodó medvetávlatból
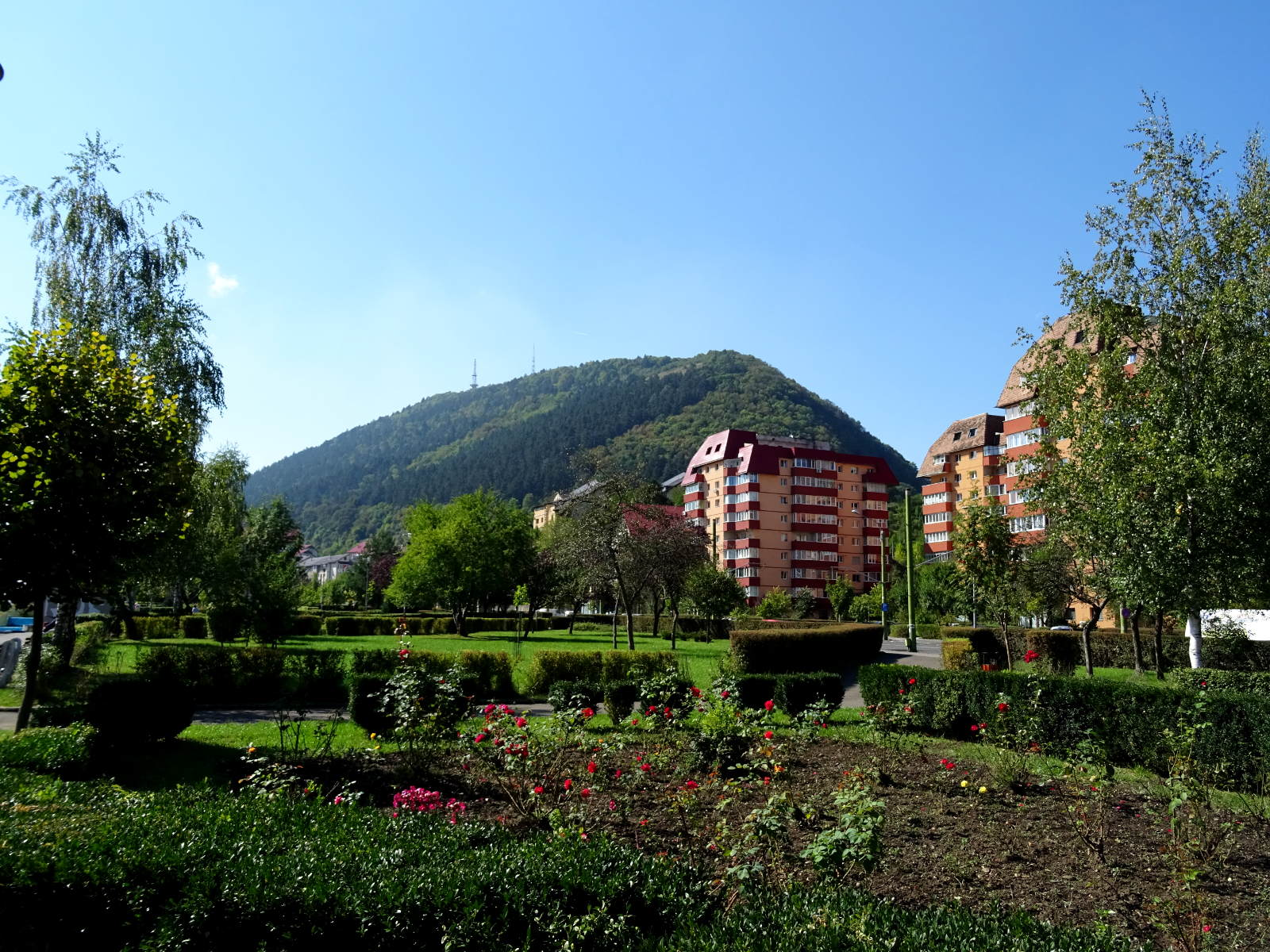
Rózsák parkja, háttérben a Cenk
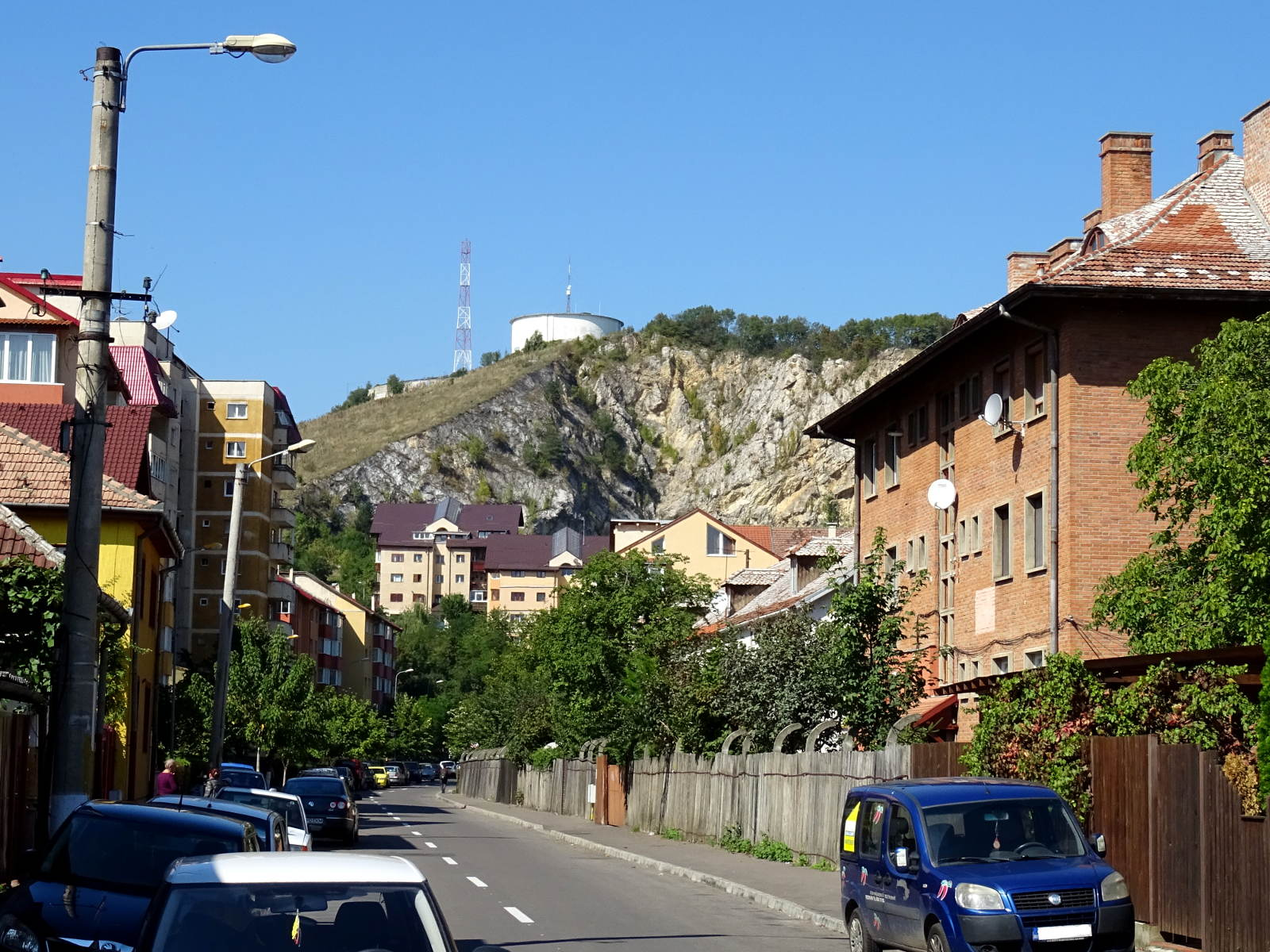
Temelia városrész, háttérben az egykori kőfejtő
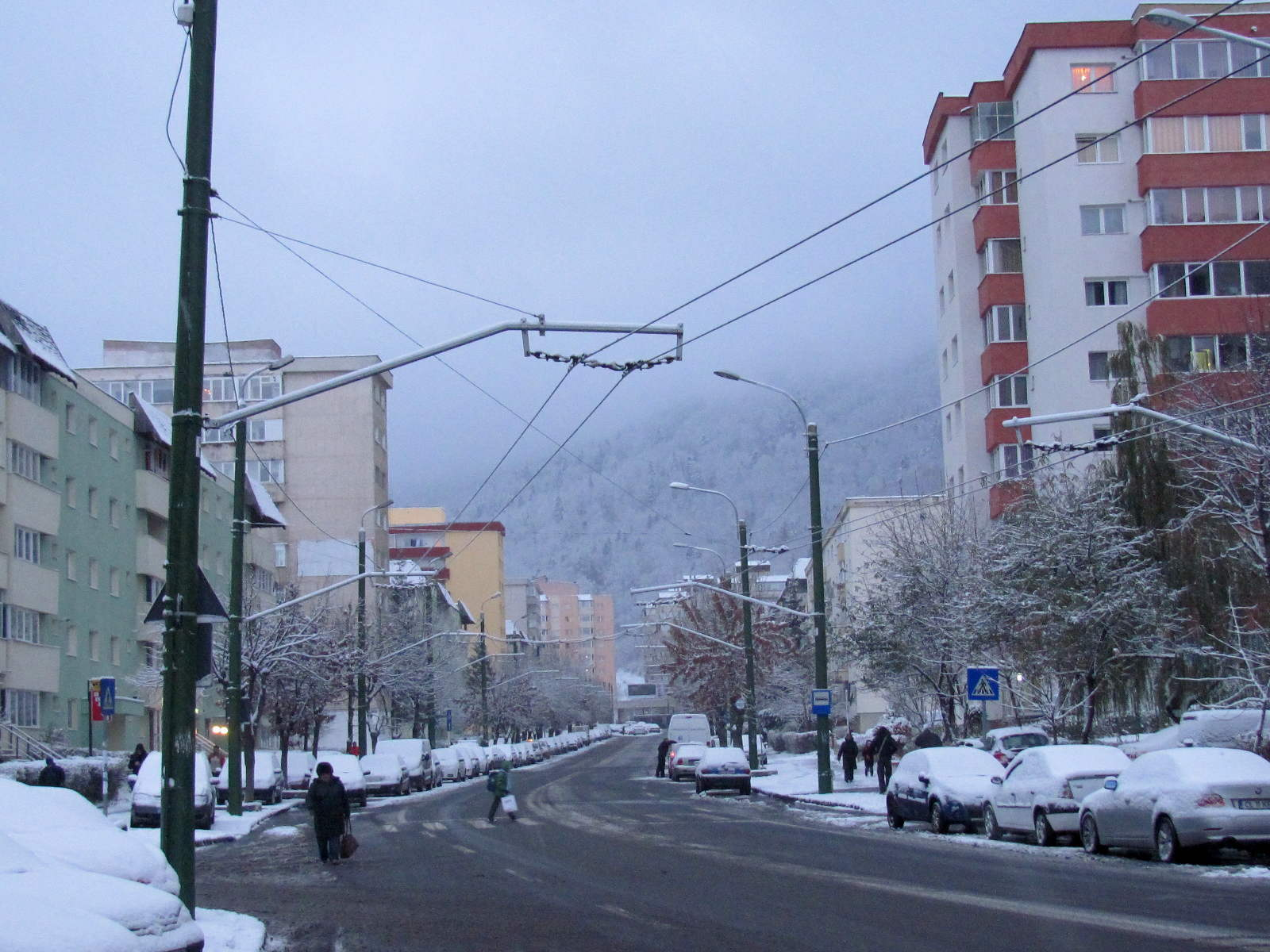
A Rakodó télen